# Al-Walid ibn Talal

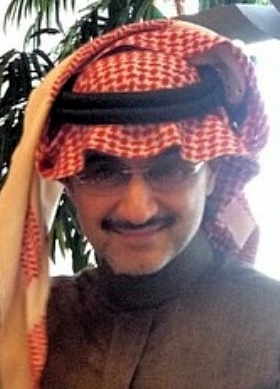
Al-Walid ibn Talal, 2015

Prinz al-Walid bin Talal bin Abdulaziz Al Saud (arabisch الوليد بن طلال بن عبد العزيز آل سعود, DMG al-Walīd b. Ṭalāl b. ʿAbd al-ʿAzīz Āl Saʿūd, oft auch Alwaleed Bin Talal Alsaud geschrieben; * 7. März 1955 in Riad) ist ein saudi-arabischer Investor. Auf der von dem Wirtschaftsmagazin Forbes veröffentlichten Realtime-Liste der reichsten Menschen der Welt steht er mit einem Vermögen von 16,7 Mrd. US-Dollar auf Platz 130 (Stand: April 2025) und ist der reichste Araber. Er führt die Kingdom Holding und ist der Besitzer des Savoy Hotels.

## Herkunft
Walid ist ein Enkel väterlicherseits von Abd al-Aziz ibn Saud, dem Gründer der Saudi-Dynastie und ein Enkel mütterlicherseits von Riad as-Solh, dem ersten Ministerpräsidenten des unabhängigen Libanon. Sein Vater, Talal ibn Abd al-Aziz, ein Sohn von Abd al-Aziz ibn Saud, ging 1962 als liberaler Reformer ins ägyptische Exil, wo Walid keine Apanagen als Prinz erhielt. Walid ist der älteste Sohn Talals. 1964 kehrte die Familie nach Saudi-Arabien zurück, blieb jedoch von Staatsämtern ausgeschlossen. Nach der Scheidung seiner Eltern wuchs Walid bei seiner Mutter Muna Sulh in Beirut auf. Als 1975 der Bürgerkrieg im Libanon ausbrach, schickte Talal seinen Sohn an die König-Abd-al-Aziz-Militärakademie nach Riad. Muna Sulh starb 2025 im Alter von 87 Jahren.

## Ausbildung
Nach seinem Studienaufenthalt (ab 1976) am Menlo College (Betriebswirtschaft) in Kalifornien 1979 erhielt er (nach eigenen Angaben) als Grundstock für sein Vermögen von seinem Vater 15.000 Dollar und eine Villa im Wert von 1,5 Millionen Dollar. Nachdem er das Geld in Bauunternehmen angelegt hatte und als der Vater ihm weitere Zuwendungen versagte, nahm Walid auf die Villa eine Hypothek auf, spekulierte erfolgreich mit Grundstücken, baute ein Bauunternehmen auf (Kingdom Establishment) und erwirtschaftete bis 1983 ein Vermögen von 450 Millionen Dollar. Sein Unternehmen profitierte vom Boom der Baubranche in den 1980er Jahren, nachdem der Ölpreis 1980 einen Höchststand erreicht hatte. An der Syracuse University, New York, erlangte Walid 1985 den Master in Politikwissenschaften.

## Karriere
Er kaufte die verschuldete United Saudi Commercial Bank und führte sie durch mehrere Fusionen zur einträglichsten Bank Saudi-Arabiens und zum bedeutendsten Finanzinstitut des Nahen Ostens. Ab 1987 spekulierte Walid an der Wall Street. Nachdem der Aktienkurs der Citigroup 1991 auf ein Tief gesunken war, investierte er einen Großteil seines Vermögens, 800 Millionen Dollar, in 15 % der Aktien des Unternehmens (größter Einzelaktionär), diese Aktien steuerten lange Zeit rund die Hälfte seines Vermögens bei (zehn Milliarden Dollar, 4,3 % der Citigroup). Aufgrund der Finanzmarktkrise verfiel der Wert seiner Citigroup-Aktien jedoch beträchtlich, Ende 2008 hielt er rund 5 % der Aktien, das Aktienpaket hatte einen Wert von nur noch ca. 1,5 Milliarden Dollar.
Die New York Times bezeichnete Walid als „arabischen Warren Buffett“, worauf der amerikanische Milliardär Warren Buffett Walid schrieb, er sei als „Walid Amerikas“ bekannt. Walid machte, ähnlich wie Buffett, sein Vermögen nicht mit einem einzelnen Produkt (z. B. Stahl), sondern mit Beteiligungen. Er kaufte hauptsächlich Aktien von weltweit bekannten Konzernen mit starkem Markennamen auf (Buffett setzt auf hohen realen Wert und niedrige Preise), die sich in einer schwachen Performance befanden und Liquiditätsprobleme hatten.
Bei einem schweren Kursverfall an der saudischen Börse, bei dem sie 30 % ihres Wertes verlor, kündigte Walid Neuinvestitionen in Höhe von 2,7 Mrd. Dollar an, was für einen Stimmungsumschwung sorgte.
Bei KirchMedia verlor Walid mutmaßlich 350 Millionen Dollar. Er ist an Mövenpick zu 27 % beteiligt.
Walid hatte im Mai 2005 für Aufsehen gesorgt, als er sich an 15 amerikanischen Firmen mit insgesamt einer Milliarde Dollar beteiligte. Dazu gehörten The Walt Disney Company, McDonald’s, WorldCom, Procter & Gamble, priceline.com, Amazon und eBay. Walid ist u. a. beteiligt am New Yorker Hotel The Plaza (10 %), der Hotelkette Four Seasons (22 %), Rupert Murdochs News Corporation (7 %), Disneyland Paris (17,3 %), Apple (5 %) und dem Pariser Hotel George V (100 %).
Ende 2011 wurde ein Investment Walids in den Kurznachrichtendienst Twitter bekannt, mit dem er dem Internetunternehmen über seine Kingdom Holding 300 Millionen Dollar zur Verfügung stellte und im Gegenzug eine Beteiligung von geschätzten 3,8 Prozent erhielt.
Walid beschwerte sich 2013 über die Darstellung der Zeitschrift Forbes. Sein Vermögen würde 29,6 Milliarden Dollar statt der von Forbes angegebenen 25,7 Milliarden betragen und demnach einen Platz in den Top Ten rechtfertigen.
Nachdem König Salman eine Anti-Korruptionskommission unter Leitung seines Sohnes, Mohammed bin Salman, gegründet hatte, ließ dieser im November 2017 elf Prinzen, vier Minister, viele Ex-Minister und Geschäftsleute verhaften, darunter al-Walid ibn Talal und Saleh Abdullah Kamel.
Al-Walid wurde Ende Januar 2018 aus der Haft entlassen, fast drei Monate nach seiner Verhaftung, nachdem er und die meisten anderen der im Vorjahr verhafteten saudischen Persönlichkeiten eine finanzielle Einigung mit der saudischen Regierung getroffen hatten. Die saudi-arabische Regierung hatte keine Anklage erhoben oder Beweise vorgelegt, und die Verhandlungen fanden im Geheimen statt.

## Spenden
Nach den Terroranschlägen am 11. September 2001 in den USA lehnte der New Yorker Bürgermeister Rudy Giuliani eine Spende Walids in Höhe von zehn Millionen Dollar ab, da Walid die USA zuvor als zu israelfreundlich kritisiert hatte.
Al-Walid ist ein Unterstützer von Hanadi Zakaria al-Hindi und Mona Abu Suleyman.
Mitte 2005 spendete Walid dem Pariser Louvre 17 Millionen Euro für eine neue Abteilung für islamische Kunst.
Im Frühjahr 2006 spendete er den beiden amerikanischen Universitäten Harvard (Prince Alwaleed Bin Talal Islamic Studies Program) und Georgetown (Washington D.C., Prinz-al-Walid-bin-Talal-Zentrum für muslimisch-christliche Verständigung) je 20 Millionen Euro. Das Wall Street Journal bemängelte daraufhin das Fehlen eines „Zentrums für muslimisch-christliche Verständigung“ in Saudi-Arabien.
Im Juli 2015 kündigte al-Walid an, sein gesamtes Vermögen von ca. 32 Milliarden Dollar für wohltätige Zwecke spenden zu wollen, wofür seine Organisation „Alwaleed Philanthropies“ verwendet werden solle. Er unterstützte ebenfalls die Clinton Foundation mit Spenden.

## Familie
Walid war fünf Mal verheiratet, davon wurden vier Ehen geschieden. Er hat aus seiner Ehe mit seiner Cousine Dalal bint Saud, einer Tochter König Sauds, einen Sohn, Khalid (* 1978), und eine Tochter, Rīm (* 1982). Seine Tochter Rim ist mit seinem Cousin Abdulaziz bin Musaed verheiratet und Mutter einer Tochter. Sein Sohn Khalid ist verheiratet und Vater eines Sohnes und einer Tochter. Khalid taucht außerdem in den Swiss Leaks auf.
Sein jüngerer Halbbruder Turki ist Gouverneur der Provinz Asir.

## Sonstiges
Im Mai 2005 erhielt Al-Walid ibn Talal den ADC's Global Achievement Award des American-Arab Anti-Discrimination Committee.
Im Oktober 2007 kaufte er als erster Privatkunde einen Airbus A380 in Flying-Palace-Ausstattung, verkaufte ihn aber kurz vor der Auslieferung an einen anonymen Käufer. Neben einer Boeing 747-400 besitzt er auch einen Airbus A321 und eine Hawker Siddeley 125.
Mit der Kingdom 5KR besitzt Walid eine der längsten Motoryachten der Welt, die er 1991 als Trump Princess von Donald Trump erwarb.